# حليب الحوصلة

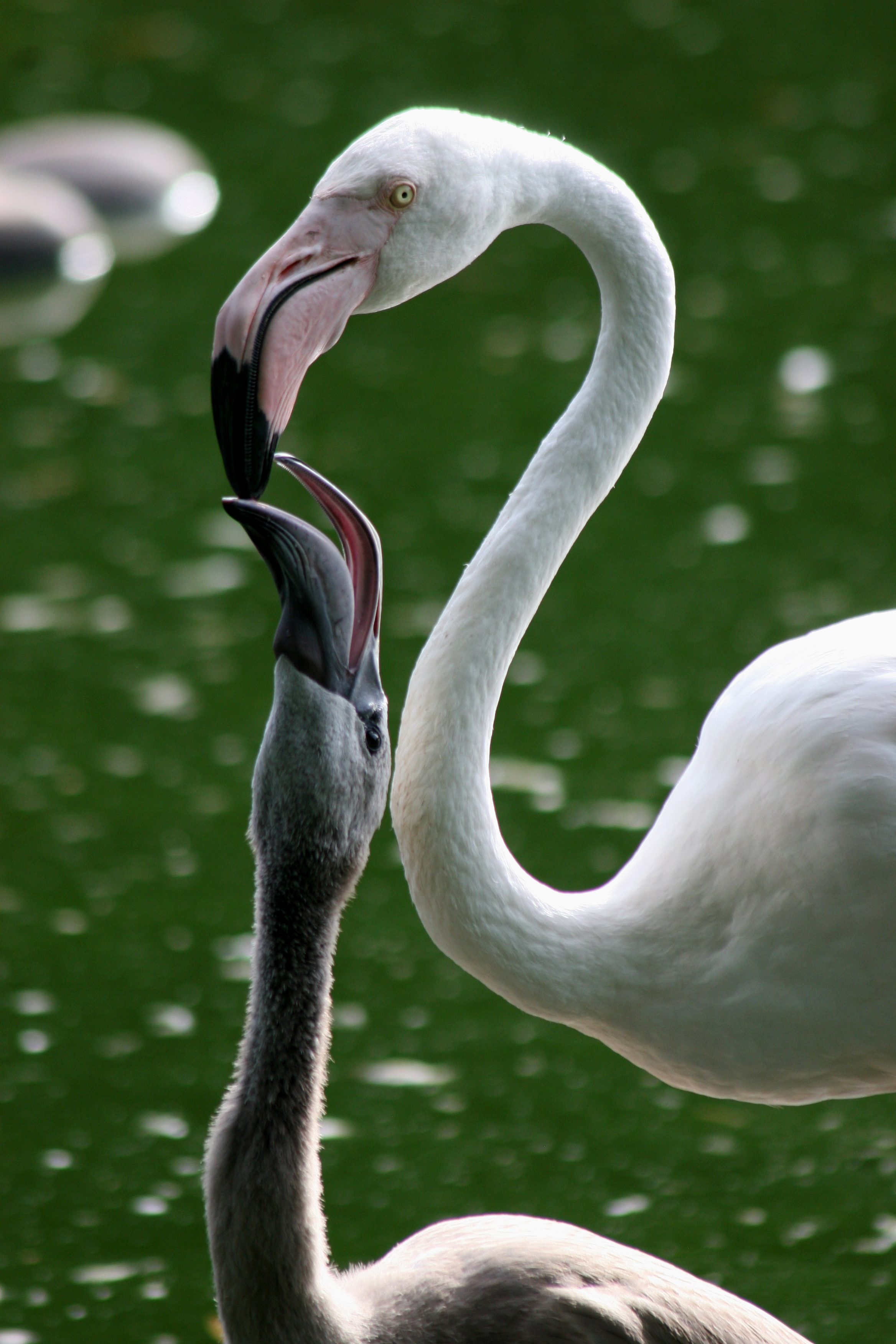
أحد طيور النحام (الفلامينجو) يمنح لبن العصفور لصغيره.

حليب الحوصلة أو لبن العصفور هو إفرازات شبه لبنية تُفرز من حواصل بعض الطيور لتغذية صغارها. تحدث عملية التغذية عند الطيور مثل الحمام وطائر النحام.

## القيم الغذائية
يحمل حليب الحوصلة القليل من التشابه بالشكل مع حليب الثديات، حيث أن حليب الحوصلة هو مادة شبه صلبة تشبه إلى حد ما الجبن الأصفر الباهت. و هي غنية جداً بالبروتين و الدُسم حيث تحتوي على مستويات أعلى مما هو موجود في حليب البقر أو البشر. وقد تبين أيضاً أنها تحتوي على مضادات الأكسدة وعوامل تعزيز المناعة. يحتوي حليب الحوصلة، مثل حليب الثديات على الأجسام المضادة (إيغا) كما أنه يحتوي على بعض أنواع البكتيريا. بعكس حليب الثديات، و الذي هو عبارة عن مستحلب يتكون حليب حوصلة الحمامة من معلّق من الخلايا الغنية بالبروتين والدسم، و التي تتكاثر و تنفصل عن بطانة الحوصلة. ينتج كل من ذكور وإناث الحمائم و النحام البالغة حليب الحوصلة و تشارك في التغذية و العناية بالصغار. لدى طيور البطريق.. الذكور فقط هي التي تفرز الحليب. أيضا يتم التحكم بالرضاعة لدى الطيور عن طريق البرولاكتين، و هو نفس الهرمون المسبب للرضاعة لدى الثديات.

## تغذية الفراخ
يبدأ إنتاج حليب الحمامة قبل بضعة أيام من فقس البيوض. و قد ينقطع الأبوان لتناول الطعام في هذه المرحلة من أجل أن يكونا قادرين على تزويد «صغار الحمام» بالحليب الخالي من البذور، و التي تكون الفراخ الصغيرة جدا غير قادرة على هضمها. تتم تغذية صغار الطيور الصغيرة بحليب المحصول النقي خلال الأسبوع الأول من عمرها أو نحو ذلك. بعد هذا يبدأ الأبوان بإدخال نسبة من غذاء البالغين، تم تنعيمها عن طريق قضاء بعض الوقت في الظروف الرطبة لحويصل الأبوين، في المزيج الذي يتم إطعامه للفراخ، و حتى نهاية الأسبوع الثاني حيث يتم إطعامها بشكل كلي غذاء البالغين المنعّم.
الحمائم عادة تضع بيضتين، فإذا فشلت عملية فقس واحدة منها، فإن الفرخ الناجي يحصل على ميزة الاستفادة من حليب المحصول الكافي لفرخين، و ينمو بمعدل أسرع بكثير. تشير البحوث إلى أن زوجا واحدا من الحمام المربى لا يمكنه إنتاج حليب محصول يكفي لتغذية ثلاثة فراخ، و هو ما يفسر لماذا هذه الطيور تقتصر على بيضتين فحسب.

## البدائل
إن التركيز العالي جدا للمواد المغذية في حليب الحمام يجعل من الصعب وضع بديل صناعي للتربية اليدوية للفراخ. تتوفر العديد من الخلطات التجارية. مزيج منزلي جيد الصنع يمكن أن يكون مصنوعاً من كميات متساوية من بروتين الصويا النقي المجفف ( مع عدم إضافة ملح أو منكهات أو مواد حافظة أو غيرها ) وفول الصويا الخالي من الزبدة بديلا ( الزبدة العادية ليست مناسبة، كما أن الجهاز الهضمي للفراخ الصغيرة لا يمكنه التعامل مع منتجات الألبان ). و هذه تجعل كعجينة مائعة مع قليل من الماء، كسرة صغيرة من قرص فيتامينات متنوعة و قبضة ضئيلة من مسحوق الطباشير ( وهو أمر ضروري لنمو العظام و تجنب مرض الساق المائلة splay leg). ينبغي أن يمنح الحويصل مجالاً ليفرغ تماماً بين الوجبات. مع الرعاية والرفق، من الممكن تنشئة الحمام على هذا المزيج من لحظة الفقس.
يمكن استخدام تركيبة الرضاعة المعتمدة على الصويا كبديل عندما لا تتوفر خيارات أخرى. فمحتوى الفيتامينات والمعادن مشابه جداً لحليب المحصول.
القيمة الغذائية للتركيبة المعتمدة على الصويا
التركيبة الأساسية للصويا يجب ألا تحتوي على اللاكتوز لأن الطيور لا يمكنها هضمه. يتم استخدام مزيج غذاء الأطفال بنفس الطريقة ( جزء مسحوق لجزء ماء ) كنوتريبيرد 21A، وذلك يعتمد على عمر الطائر.
الإفراط في في ملء الحويصل يمكن أن يؤدي إلى تخمر و حموضة حليب المحصول. ينبغي أن يظل الإحساس بالحويصل بأنه اسفنجي بعد عملية الإطعام، و ليس كمثل بالون ماء ممتلئ أو صلب كالكرة. فإن كان المحتوى قد تحول ولو لمرة واحدة للتخمر، عندها يحتاج الحويصل إلى أن يتم تفريغه من قبل طبيب بيطري أو من قبل ذوي الخبرة مقدمي الرعاية و ذلك لتجنب الموت.
عندما يفرغ الحويصل بشكل أبطأ من المعتاد و ربما يحدث تخمر، فإن إضافة مسحوق الأنزيم إلى شاي الشمر الخفيف و إطعامه للطيور يساعد على الهضم و يؤدي إلى تفريغ أسرع للحويصل.
بالإمكان التغذية ببديل حليب المحصول مرة أخرى بعد أن يتم تفريغ الحويصل بشكل كامل وكذلك توقف عملية التغذية لمدة ساعتين و ذلك للحد من مخاطر المخلفات البكتيرية في الحويصل والتي ربما تعيد بدء التخمر.
الطيور التي سبق وعانت من تخمر محتوى الحويصل، هي عرضة لتكرار نوبات الهضم الخاطئ. يمكن التقليل من المشكلات عن طريق إضافة المزيد من الأنزيمات إلى بديل حليب المحصول للمساعدة على الهضم السليم.
استخدام الماء المغلي ثم المبرد لخلط التركيبة، و حفظ معدات التغذية معقمة و الطيور دافئة كما ينبغي، هو المفتاح الرئيسي لمنع حدوث مشكلات بالحويصل. وبشكل خاص الطيور الصغيرة جداً التي لديها مشاكل في الحفاظ على درجة حرارة أجسامها بأنفسها هي في خطر المعاناة من التهاب الحويصل إذا ما انخفضت درجة حرارة أجسامها إلى ما دون المعدل الطبيعي.
كما يمكن للطيور الصغيرة أن تهضم طعامها بشكل سليم فقط إذا تم ضمان المعدل الطبيعي لها من درجة حرارة الجسم.

## الارتباطات الثقافية
- يشار للبن العصفور كشيء صعب الوصول «المثل العربي: إطلب أي شيء حتى لو لبن العصفور»